# Greta Schröder
Greta Schröder (Dusseldorf, 27 juni 1892 - Berlijn, 8 juni 1980) was een Duitse actrice. Ze is vooral bekend door de rol van de protagoniste in Nosferatu (1922).
In de fictieve film Shadow of the Vampire uit 2000 wordt ze afgeschilderd als een beroemde actrice tijdens het maken van Nosferatu, maar in feite was ze vrij onbekend. Het grootste deel van haar carrière vond plaats in de jaren twintig en ze bleef acteren tot ver in de jaren vijftig, maar tegen de jaren dertig waren haar rollen afgenomen tot slechts af en toe een optreden. Na een mislukt huwelijk met acteur Ernst Matray, was ze getrouwd met acteur en filmregisseur Paul Wegener.

## Filmografie
- 1913: Die Insel der Seligen
- 1920: The Red Peacock als Alfreds zus
- 1920: The Golem: How He Came into the World als Hofdame
- 1920: Die geschlossene Kette
- 1921: Der verlorene Schatten als Gravin Dorothea Durande
- 1921: Zirkus des Lebens als Alegria
- 1921: Marizza als Sadja
- 1922: Nosferatu, eine Symphonie des Grauens als Ellen Hutter
- 1922: Es leuchtet meine Liebe als Therese
- 1923: Brüder als Christine
- 1923: Paganini als Antonia Paganini
- 1930: Die zwölfte Stunde - Eine Nacht des Grauens (gesproken heruitgave van Nosferatu)
- 1937: Victoria the Great als Barones Lehzen
- 1938: Sixty Glorious Years als Barones Lehzen
- 1943: Großstadtmelodie
- 1943: Wildvogel als Jutta Lossen
- 1944: Kolberg als Sophie Marie von Voß
- 1951: Maria Theresa
- 1953: Sterne über Colombo
- 1953: Pünktchen und Anton als Partner op feestje (onvermeld)
- 1954: Die Gefangene des Maharadscha als Yrida's verpleegster